# Vessie

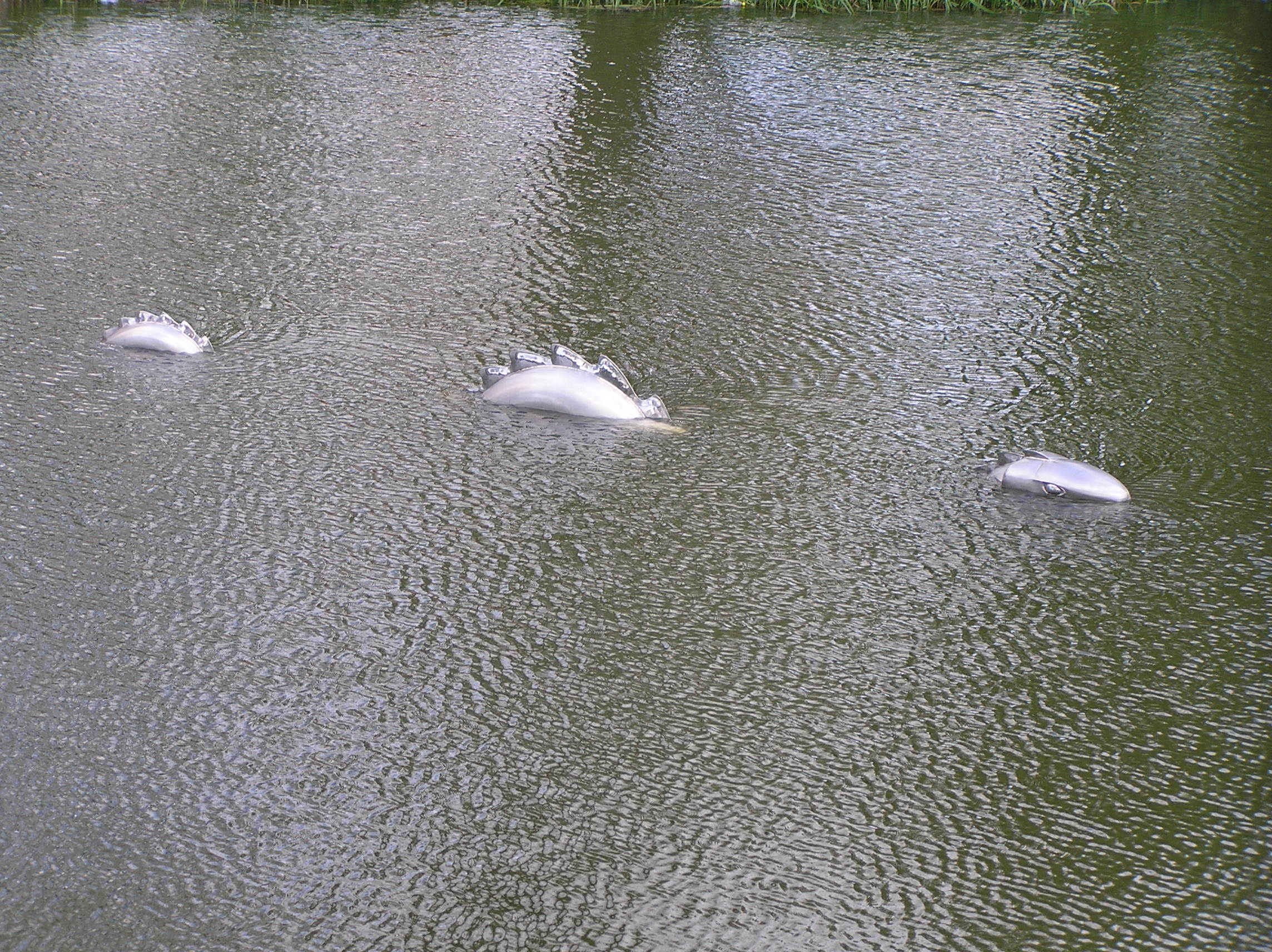
Vessie

Vessie is een kunstwerk van Wilco Traas in het water van de Oostvest (singel) ter hoogte van de Jacob Valckestraat in Goes. Het kunstwerk toont een kop, rugdeel en staart van een monster dat doet denken aan het monster van Loch Ness, Nessie. De naam Vessie is in de volksmond ontstaan uit Nessie en de Vest.
Vessie is gemaakt door dezelfde kunstenaar als de Goese dolfijn, die de Goese gemoederen in het voorjaar van 2012 bezighield. Hij werd in april van dat jaar geplaatst in hetzelfde water waar de dolfijn inmiddels zwom. Aanvankelijk bleef de kunstenaar anoniem, maar op 2 mei 2012 maakte Wilco Traas zich bekend als de kunstenaar achter Vessie. Het werk werd later door de gemeente aangekocht.